# Paus Benedictus XVI
Paus Benedictus XVI, geboren als Joseph Aloisius Ratzinger (Marktl am Inn, Beieren, 16 april 1927 – Vaticaanstad, 31 december 2022), was van 2005 tot 2013 de 265e paus van de Katholieke Kerk. De Duitse geestelijke werd op 19 april 2005 als net 78-jarige verkozen tijdens het conclaaf dat werd gehouden na de dood van zijn voorganger, paus Johannes Paulus II. Als paus stond Benedictus XVI aan het hoofd van de Kerk en was hij soeverein staatshoofd van Vaticaanstad. Eerder was Ratzinger bijna 25 jaar prefect van de Congregatie voor de Geloofsleer, een van de machtigste functionarissen in de Romeinse Curie.
Benedictus trad na bijna acht jaar, op 28 februari 2013, terug uit het ambt. Daarmee was hij de eerste paus sinds eeuwen die uit zijn ambt terugtrad. Sindsdien droeg hij tijdens zijn emeritaat de titel paus emeritus of pontifex emeritus.

## Levensloop

### Jeugdjaren

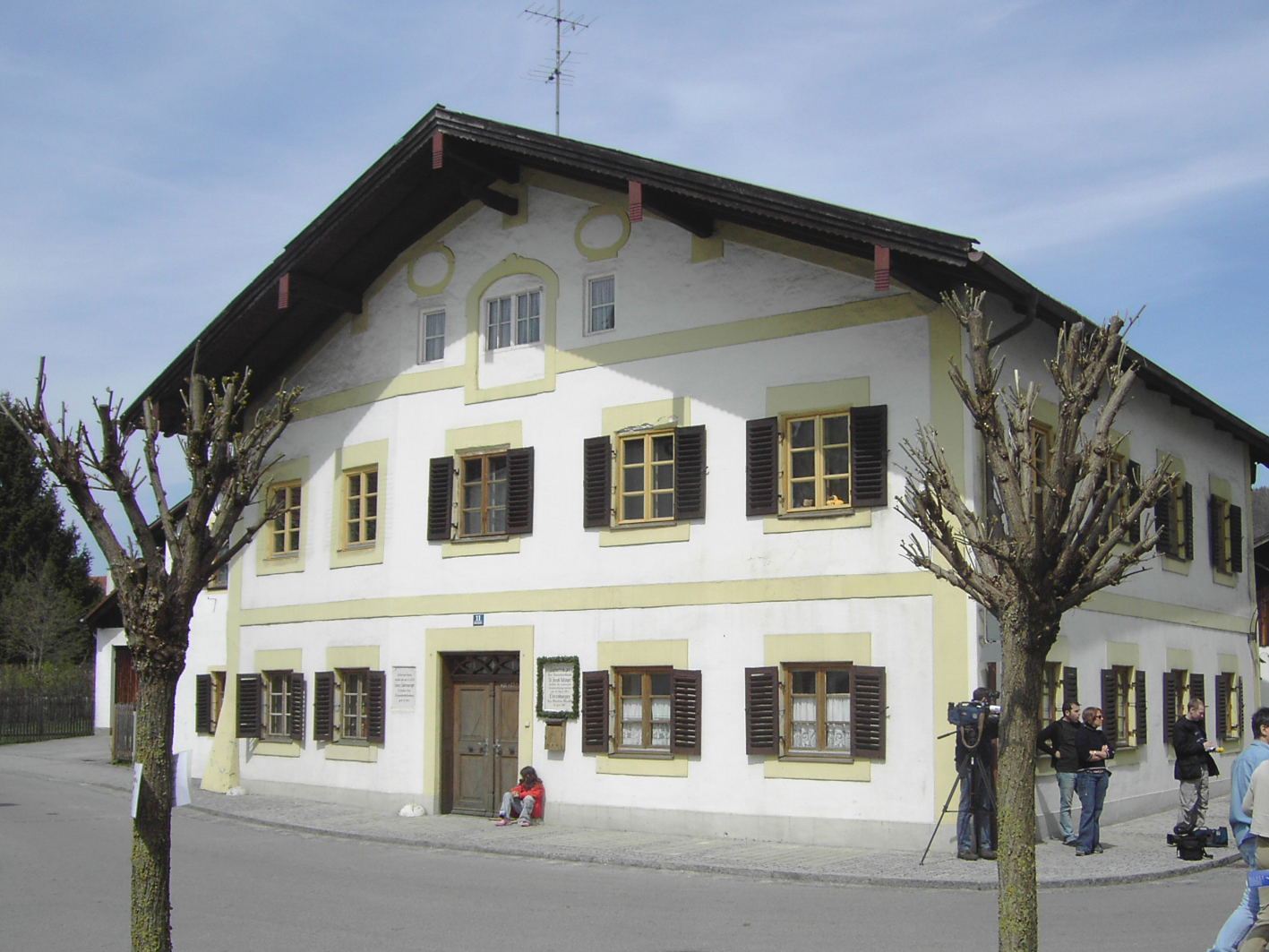
Het huis waar Joseph Ratzinger geboren werd

Joseph Ratzinger werd geboren als zoon van politieagent Joseph Ratzinger sr. en de uit Rimsting (bij Chiemsee) afkomstige kokkin Maria Peintner, als jongste in een gezin van drie kinderen: Maria (1921-1991), Georg (1924-2020) en hijzelf. Hij bracht zijn jeugd door in Traunstein, een kleine stad in Beieren nabij de Oostenrijkse grens. Zijn vader was een criticus van de nazi-regering, weigerde zelfs als agent lid te worden van de NSDAP en het gezin Ratzinger vluchtte sterk in het geloof tijdens de woelige jaren 30.
Begin 1939 werd Joseph Ratzinger leerling van het Traunsteiner Studienseminar Sankt Michael, waar hij een priesteropleiding voor armere leerlingen volgde. Leerlingen die geen lid waren van de Hitlerjugend hadden sinds 1938 geen recht meer op tegemoetkoming in de studiekosten. In 1939/40 werd de school samengevoegd met de plaatselijke Realschule, waar het aandeel nationaalsocialistische leraren groter was. Nog in 1939 was er niet één seminarist lid van de Hitlerjugend. Op 25 maart 1939 werd de Jugenddienstpflicht ingevoerd. Alle 10- tot 14-jarigen moesten verplicht lid worden van het Deutsche Jungvolk en alle 14- tot 18-jarigen moesten verplicht lid zijn van de Hitlerjugend. Ook dan verzette het seminarie zich nog, maar in oktober meldde de leiding van het seminarie alle leerlingen tegelijk aan bij de Hitlerjugend. Joseph Ratzinger had zich nooit zelf aangemeld, maar was aangemeld door de leiding van de school. Ondanks de aanmelding kregen de leerlingen geen tegemoetkoming in de studiekosten, omdat de nazi's onderscheid maakten tussen leerlingen die zich vrijwillig hadden aangemeld, de Stamm-Hitlerjugend, en diegenen die slechts onder dwang lid waren geworden, de Zwangs-Hitlerjugend. Omdat Ratzinger en de andere seminarieleerlingen tot de tweede categorie behoorden kregen ze geen tegemoetkoming in de studiekosten.
Vanwege zijn weigering tot deelname werd hij met financiële sancties bestraft. In mei 2009 ontkende de persvoorlichter van het Vaticaan nog dat Joseph Ratzinger lid was geweest van de Hitlerjugend, zijnde een "beweging van fanatieke vrijwilligers".
Katholiek Nederland berichtte echter dat het Vaticaan verklaard had dat Ratzinger nooit aan ideologische activiteiten van de Hitlerjugend had deelgenomen, en dat beschuldigingen dat hij "nazi" zou zijn geweest "grove leugens" waren. De Frankfurter Allgemeine Zeitung berichtte dat de seminaristen in de ogen van de nazi's gemakkelijke doelwitten waren en verdacht werden van een antinazistische houding. In 1943 werd hij samen met de rest van zijn klas ingezet bij het luchtafweergeschut dat een BMW-fabriek verdedigde. In 1944 werd hij bij de Reichsarbeitsdienst in Burgenland en Hongarije ingezet bij de aanleg van pantserbarrières. Enkele dagen voor de definitieve Duitse overgave in 1945 deserteerde hij uit zijn bewapende eenheid van de Reichsarbeitsdienst en keerde terug naar Traunstein, waar hij door de Amerikanen een korte tijd krijgsgevangen werd gemaakt.

### Studies en roeping
Na zijn studies aan het gymnasium aldaar ging hij op 18-jarige leeftijd van 1946 tot 1951 filosofie en theologie studeren aan de filosofisch-theologische hogeschool in Freising en aan het Georgianum van de universiteit van München. Naar eigen zeggen (in een interview met Peter Seewald) werd hij vooral beïnvloed door het werk van Gertrud von Le Fort, Ernst Wiechert, Fjodor Dostojevski, Elisabeth Langgässer, Theodor Steinbüchel, Martin Heidegger en Karl Jaspers.
Hij werd in 1950 door Johannes Baptist Neuhäusler tot diaken gewijd, op 29 juni 1951 werd hij samen met zijn broer Georg tot priester gewijd in Freising door kardinaal Michael von Faulhaber, aartsbisschop van München-Freising. In 1951 was hij korte tijd parochievicaris in München-Moosach (Sankt Martin-parochie). Van 1951-1952 was hij dat in München-Bogenhausen (Heilig Blut-parochie).

### Hoogleraar
Van 1952 tot 1954 doceerde hij aan het priesterseminarie van het aartsbisdom München-Freising. In 1953 promoveerde Joseph Ratzinger op het proefschrift Volk und Haus Gottes in Augustinus' Lehre von der Kirche. Ratzinger doceerde van 1954 tot 1957 dogmatiek en fundamentele theologie aan de filosofisch-theologische hogeschool te Freising. In 1957 behaalde hij zijn Habilitation aan de universiteit van München met een onderzoek over Bonaventura. Van 1958 tot 1959 was hij hoofddocent dogmatiek en fundamentele theologie aan de filosofisch-theologische hogeschool in Freising. Van 1959 tot 1963 had hij als professor een leerstoel aan de universiteit van Bonn voor fundamentele theologie. Hij was een officiële concilietheoloog (peritus) van het Tweede Vaticaans Concilie van 1962 tot 1965 als assistent van kardinaal Joseph Frings, toenmalig aartsbisschop van Keulen. Ratzinger stond bekend als een vertegenwoordiger en vurig pleitbezorger van radicale veranderingen. Op het Concilie trad hij vaak samen op met moderne theologen als Karl Rahner, door wie Ratzinger zelf sterk beïnvloed was, en de modernistische Zwitserse theoloog Hans Küng.
Van 1963 tot 1966 was Ratzinger professor met een leerstoel voor dogmatiek en dogmageschiedenis aan de universiteit van Münster. Van 1966 tot 1969 was hij professor met dezelfde leerstoel aan de Universiteit van Tübingen. Daar doceerde in die dagen ook de theoloog Hans Küng, die Ratzinger inofficieel voordroeg voor een leerstoel. Ratzinger kon zich aanvankelijk vinden in Küngs theologie, waarin de interreligieuze dialoog een belangrijke plaats inneemt, maar waarin enige katholieke geloofswaarheden worden opgegeven (vooral de onfeilbaarheid van de paus). Hij distantieerde zich later echter van deze theologische opvattingen ten voordele van een grotere trouw aan de katholieke geloofsleer van paus Paulus VI. Van 1969 tot 1977 was Ratzinger professor met nogmaals dezelfde leerstoel aan de universiteit van Regensburg. Hij is (ere)lid van de katholieke studentenverenigingen K.D.St.V. Rupertia Regensburg, K.A.V. Capitolina Rom en K.D.St.V. Alcimonia Eichstätt, die behoren tot het Cartellverband der katholischen deutschen Studentenverbindungen.
Ratzinger was in 1972 medeoprichter van het theologische tijdschrift Communio, samen met Hans Urs von Balthasar, Henri de Lubac, Yves Congar, Walter Kasper en anderen. Dit tijdschrift was een meer gematigd theologisch magazine, dat als tegenhanger van het radicalere Concilium moest dienen. Ratzinger had vóór 1972 echter vaak voor dit Concilium geschreven. Communio wordt tegenwoordig gepubliceerd in vele talen, waaronder het Engels, Duits, Spaans en Nederlands.
Van 1976 tot 1977 was Ratzinger korte tijd vicepresident van de universiteit van Regensburg.
Hoewel Ratzinger in 1977 de universiteit verliet, bleef hij een bijzonder productief wetenschapper. Bij zijn aanstelling als prefect van de Congregatie voor de Geloofsleer vroeg hij paus Johannes Paulus II of hij, naast zijn werk, door mocht gaan met het bezorgen van wetenschappelijke publicaties. Vanaf 2009 verschijnt zijn Verzameld Werk, in zestien delen van elk zo'n zeshonderd bladzijden.

### Aartsbisschop en kardinaal

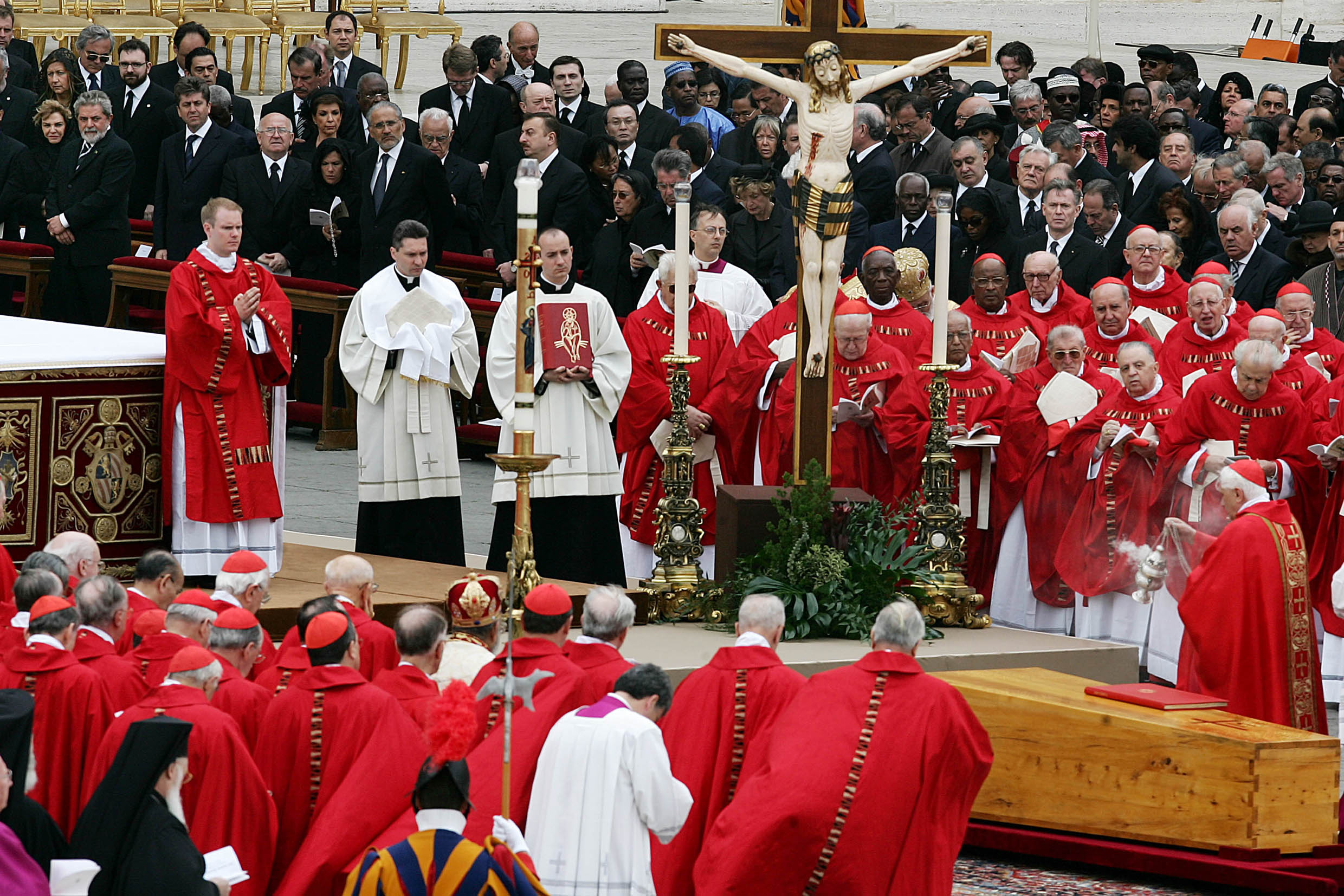
Joseph Ratzinger (rechtsonder, naast de doodskist) tijdens de begrafenismis van paus Johannes Paulus II

Hij werd op 28 mei 1977 tot aartsbisschop van München-Freising gewijd. Het was voor het eerst sinds lange tijd dat iemand uit Beieren op deze zetel werd benoemd. Ratzinger koos als wapenspreuk Cooperatores veritatis (Medewerkers van de Waarheid). Tijdens het consistorie van 27 juni van dat jaar werd hij tevens kardinaal. Hij kreeg de Santa Maria Consolatrice al Tiburtino als titelkerk. Paulus VI creëerde hem tegelijk met kardinaal Gantin. Later datzelfde jaar werd hij nog hoofddocent aan de Universiteit van Regensburg.

### Prefect van de Congregatie voor de Geloofsleer
Hij werd op 25 november 1981 prefect van de Congregatie voor de Geloofsleer en tevens benoemd tot president van de Pauselijke Bijbelcommissie en van de Internationale Theologencommissie; zijn ontslag als aartsbisschop van München-Freising werd op 15 februari 1982 aanvaard. Van 1986 tot 1992 was hij voorzitter van de Pauselijke Commissie voor het opstellen van de nieuwe Catechismus van de Katholieke Kerk.
Tot 1991 deelde hij een bescheiden flat in Rome met zijn zuster. In dat jaar kreeg hij echter een kleine hersenbloeding, waar hij wel bijzonder snel overheen gekomen is.
Op 5 april 1993 werd hij gepromoveerd tot kardinaal-bisschop; hij werd titulair bisschop van het suburbicaire bisdom Velletri-Segni. Op 9 november 1998 werd hij vice-deken en op 30 november 2002 deken van het College van Kardinalen; hierdoor kreeg hij het suburbicaire bisdom Ostia erbij.
Tijdens de sedisvacatie na Johannes Paulus II stond hij op de hoogste plaats in de hiërarchie van de Katholieke Kerk. Door het tijdschrift Time werd hij in april 2005 genoemd als een van de 100 invloedrijkste mensen in de wereld.
Hij leidde de Mis bij de begrafenis van Johannes Paulus II. Hierbij baarde het geven van de Heilige Communie aan frère Roger enig opzien. Men ging er immers van uit dat hij protestant was; later bleek echter dat deze in 1972 (ook) tot de Katholieke Kerk was toegetreden. Ratzinger zat tevens het conclaaf van 2005 voor. Enkele weken na het overlijden van Johannes Paulus II werd hij daarin op 19 april 2005 verkozen tot de 265e paus.

## Paus

Ratzinger koos na zijn intronisatie dit pauselijk wapen met elementen uit het wapen van het aartsbisdom van München-Freising. Benedictus XVI liet als eerste paus sinds de middeleeuwen de sinds 1963 niet meer gedragen tiara weg uit zijn wapen.

Tijdens de vierde stemronde in de Sixtijnse Kapel op 19 april 2005 werd kardinaal Joseph Ratzinger tot paus verkozen. Dit werd bekendgemaakt door Mgr. Jorge Arturo Kardinaal Medina Estévez, kardinaal-protodiaken van het College van Kardinalen, die op het balkon van de Sint-Pieterskerk de Latijnse woorden sprak:
Annuntio vobis gaudium magnum; Habemus Papam! Eminentissimum ac Reverendissimum Dominum, Dominum Josephum, Sanctae Romanae Ecclesiae Cardinalem, Ratzinger, qui sibi nomen imposuit Benedicti XVI (= decimi sexti).
Vertaling:
Ik verkondig u met grote vreugde; we hebben een paus! De meest eminente en Eerwaarde Heer, de Heer Joseph, kardinaal van de Heilige Roomse Kerk, Ratzinger, die de naam van Benedictus XVI heeft aangenomen.
Hierna verscheen paus Benedictus op het balkon om de zegen urbi et orbi te geven, voorafgaand waaraan hij een korte toespraak in het Italiaans hield:
Na de grote paus Johannes Paulus II hebben de heren kardinalen mij, een nederig en eenvoudig arbeider in de wijngaard van de Heer, gekozen. Ik vind troost in het feit dat de Heer zelfs weet te werken met onvolmaakte instrumenten en bovenal beveel ik mij in Uw gebeden aan. Laat ons voorwaarts gaan, in de vreugde van de Opgestane Heer, en in vertrouwen op Zijn niet aflatende Hulp. De Heer zal ons helpen, en Maria zijn Allerheiligste Moeder zal ons terzijde staan.

### Keuze van de naam
De naam Benedictus betekent 'de gezegende'. Ratzinger werd geboren op 16 april, de dag waarop men het feest van de heilige Benedictus Jozef Labre (1748-1783) viert, die ook als de Heilige Pelgrim bekendstaat. Benedictus liet het pauselijk wapen vereenvoudigen door de tiara weg te laten en te vervangen door een mijter.
Benedictus XVI gaf bij zijn eerste audiëntie op 27 april 2005 op het Sint-Pietersplein uitleg over zijn naamkeuze. Hij verwees hierbij naar Benedictus XV, die de Kerk door de woelige tijd van de Eerste Wereldoorlog leidde en daarom ook wel de "Vredespaus" wordt genoemd. Benedictus XVI wilde in zijn ambt namelijk naar eigen zeggen trachten de vrede te bewaren. Ook refereerde hij in zijn naamgeving aan de heilige Benedictus van Nursia, de Vader van het westerse monnikendom en medepatroon van Europa, die herinnert aan de christelijke wortels van Europa. Benedictus XVI was voorts voorstander van de Europese Unie, maar had graag een uitdrukkelijke vermelding van de christelijke wortels in de Europese Grondwet en in andere belangrijke publicaties van de Europese Unie willen zien. Het ontbreken daarvan ontlokte bij hem scherpe kritiek.

### Opvolging als prefect van de Congregatie voor de Geloofsleer
Op 13 mei 2005 stelde paus Benedictus de aartsbisschop van San Francisco William Joseph Levada aan als de nieuwe prefect van de Congregatie voor de Geloofsleer.

## Opvattingen

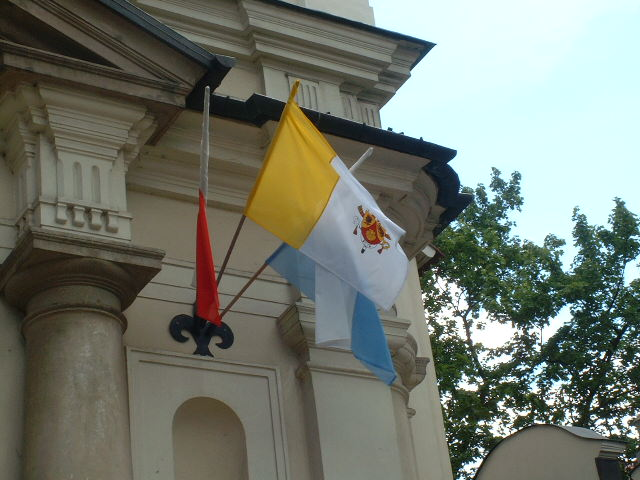
Standaard van Benedictus XVI tussen de vlag van Polen en de die van Krakau aan de muur van de Sint-Florianskerk in Kraków

Tijdens het Tweede Vaticaans Concilie (1962-1965) behoorde toen nog kapelaan Joseph Ratzinger tot de "progressieve" fractie van bisschoppen en concilievaders, tezamen met Hans Küng en vele anderen. Hij was concilieperitus (adviseur) voor kardinaal Josef Frings van Keulen, die zich tijdens zijn episcopaat op de aartsbisschoppelijke zetel van Keulen ontwikkeld had van gematigd conservatief tot progressief. Ratzinger werd tijdens het Concilie door sommigen gezien als een boegbeeld van het zogenaamde (neo-)modernisme. Later zou hij steeds meer afstand nemen van zijn eertijds bijna revolutionaire imago, na het aanschouwen van de uitwerkingen van de ultraprogressisten vanaf het einde van het Concilie, maar vooral na 1968. Ratzinger werd hierna steeds vaker gezien als "conserverend" of "conservatief", hoewel hij zelf beweerde dat hij nooit iets van zijn toen als progressief geldende opvattingen heeft opgegeven. De kardinaal stelde meermaals dat niet híj conservatiever, maar de overige West-Europese geestelijken en theologen eenvoudigweg nóg progressiever geworden zijn. Zijn toenmalige opvattingen van het Concilie deelde hij tot zijn dood.
Ratzinger stond, sinds hij in 1981 prefect van de Congregatie voor de Geloofsleer werd, bekend als iemand met orthodoxe katholieke opvattingen. Hij hield vast aan de reeds eeuwen geldende opvattingen van de Katholieke Kerk inzake celibaat, dat materialistische opvattingen in de theologie dwalingen zijn, dat een op homoseksualiteit gebaseerde levenspraktijk in strijd is met de leer en de ethiek van die Kerk, dat de rechten van de vrouw geëerbiedigd moeten worden en dat de milieuproblematiek ontstaat uit een gebrek aan solidariteit. Condoomgebruik en sommige andere vormen van voorbehoedsmiddelen bestempelde hij net als zijn voorgangers als immoreel, aangezien het katholiek huwelijkssacrament ervan uitgaat dat man en vrouw in het huwelijk een eenheid vormen en deze niet mag worden gescheiden, door de huwelijksdaad onmogelijk te maken. De bestrijding van aids was volgens hem gebaat bij een monogaam gezinsleven en niet bij een promiscue levensstijl, al dan niet met condoomgebruik. Ratzinger leek echter minder de nadruk te willen leggen op de morele, seksuele problematiek rond contraceptie en eerder theologische doelstellingen te hebben die over de vorm van de Kerk zelf gaan.
Volgens Ratzingers aanhangers vertegenwoordigden zijn opvattingen het katholicisme en wordt hij door hen op handen gedragen. Anderen, die Ratzinger veelal als te conservatief of oerconservatief bestempelden, gaven hem weinig vleiende bijnamen als 'de rottweiler van God' en 'de pantserkardinaal'.
In een groot deel van de Nederlandse en Vlaamse pers, die op een paus met een ander profiel hadden gehoopt, veroorzaakte de keuze van Ratzinger tot Benedictus XVI consternatie wegens zijn (vermeende) opvattingen omtrent andere godsdiensten en ethische kwesties zoals abortus, euthanasie en homoseksualiteit. Ondanks mediageruchten die op het tegendeel wezen, mochten celibataire homoseksuelen onder Benedictus XVI wel priester worden en blijven.
Benedictus XVI vond zichzelf evenwel nog altijd een gematigde progressief. Hij wilde alleen met zijn veranderingen niet te hard op de gelovige massa van de Kerk vooruitlopen. Zijn veranderingswil, die hij op het Tweede Vaticaans Concilie tentoonspreidde, was in het geheel niet veranderd. Slechts zijn wijze waarop hij zaken in de Kerk wilde veranderen, was gematigd, aldus toenmalig kardinaal Ratzinger in Entretien sur la Foi.
In mei 2007 verklaarde de paus dat missionarissen vaak tijdens de kolonisatie van Latijns-Amerika de rechten van indianen hebben geschonden en hen onder dwang hebben bekeerd tot het christendom. Rechtengroeperingen hebben de paus bekritiseerd omdat hij volhield dat de indianen al voordat de Europese veroveraars in Latijns-Amerika aankwamen op zoek waren naar Christus, uiteraard zonder dat ze zich hiervan bewust waren.

### Kerkelijke aangelegenheden
Op binnenkerkelijk gebied was hij voorstander van minder centralisme en meer macht voor de lokale bisschoppen: het concilie-principe van collegialiteit. In zijn eerste optredens als paus benadrukte Benedictus wel het grote belang van kerkelijke eenheid. De verscheidenheid van opvattingen onder bisschoppen en priesters leek zich onder Benedictus XVI eveneens te handhaven. Dit bleek uit de verscheidenheid van onderlinge opvattingen tijdens de Romeinse synode over de eucharistie in oktober 2005.

#### Kerkelijke discipline
Als prefect van de Congregatie voor de Geloofsleer lette Joseph Ratzinger op de omgang met de geloofsleer in de duizenden bisdommen van de Kerk. Uit hoofde van zijn functie wees hij soms uitwassen af. Hij bracht in zijn functie veelal vermanende adviezen uit aan dissidente theologen en bisschoppen. Zo berispte hij in september 1985 de aartsbisschop van Seattle, Raymond Hunthausen (1921-2018). Uit onderzoek bleek dat Hunthausen gescheiden katholieken hertrouwde zonder raadpleging van de kerkelijke rechtbank in zijn bisdom en regelmatig gedane uitspraken van de rechtbank negeerde. Bovendien werd hij gewezen op de onaanvaardbaarheid van het uitvoeren van sterilisaties in de katholieke ziekenhuizen in zijn bisdom. Hunthausen werd bovendien bekritiseerd vanwege de omgang met de sacramenten in Seattle, namelijk het vervangen van de biecht door een vrijblijvende openbare boetedienst, het laten uitoefenen van het priesterschap door uitgetreden en gehuwde gelaïceerde priesters, en het toelaten van vrouwen tot priesterlijke taken in weerwil van de verklaring Inter Insigniores, waardoor deze taken sacramenteel ongeldig vervuld werden. Dezelfde kerkelijke problemen en misstanden speelden ook in het merendeel van de West-Europese bisdommen. Deze ontvingen echter geen duidelijke berisping. Hunthausens uitspraak over de marinebasis Puget Sound Naval Shipyard, waar nucleaire bommen opgeslagen waren, als "het Auschwitz van Puget Sound" en zijn politieke activiteiten werden evenmin goedgekeurd ("een bisschop mag zich niet in dienst van de politiek stellen"). Tegelijkertijd werden de hevigste critici van Hunthausen terechtgewezen op grond van overdrijving.

#### Liturgie

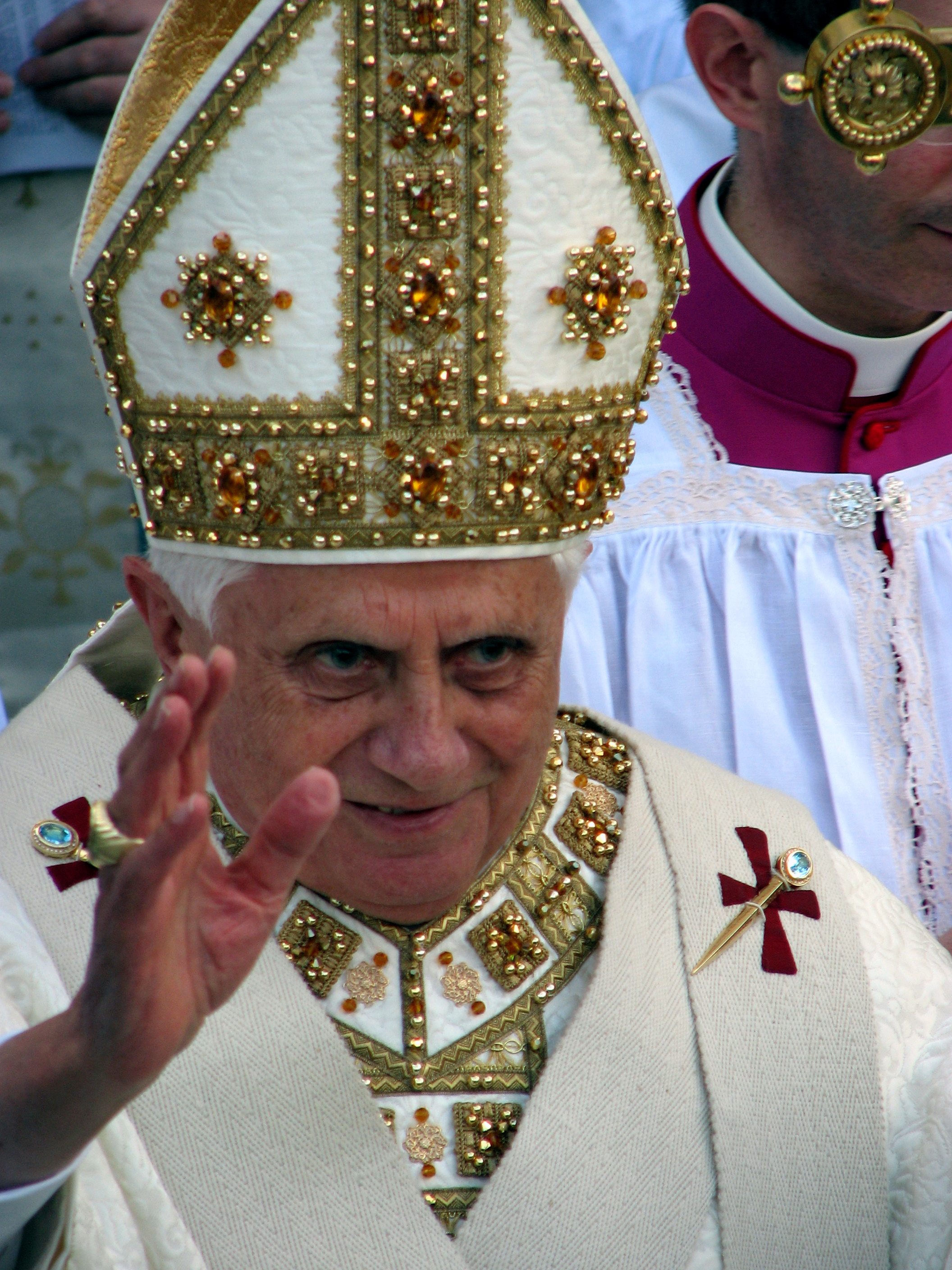
Benedictus getooid met een Mitra preciosa

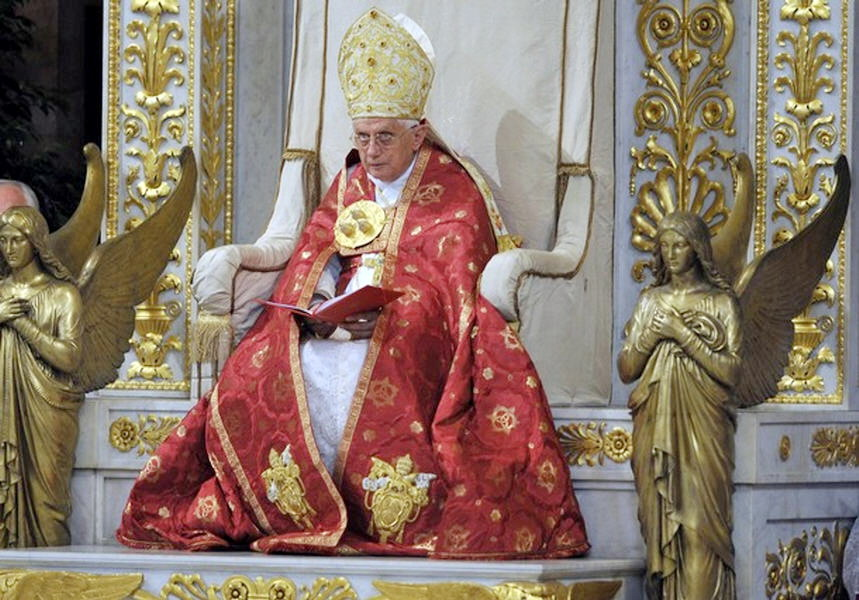
Benedictus in koorkap met gouden rationale (zijn wapenschild is in goud en zilverdraad op de koorkap geborduurd)

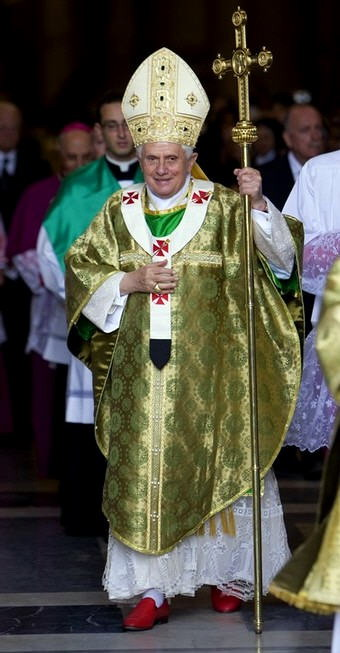
Paus Benedictus met zijn gouden ferula en rond pallium

Ratzinger sprak zich in zijn boeken, bijvoorbeeld Der Geist der Liturgie - Eine Einführung (1999), duidelijk uit tegen de liturgische chaos die volgens hem in de Rooms-Katholieke Kerk na de liturgische hervorming van na het Tweede Vaticaans Concilie heerst. Als kardinaal bezocht hij onder meer de bekende Liturgische Conferenties van de Franse Benedictijnenabdij te Fontgombault, waar ook voorstanders van de voor-conciliaire Tridentijnse liturgie hun standpunten duidelijk toelichtten. Ratzinger heeft altijd een zekere waardering kunnen opbrengen voor het liturgische streven van vele groepen die de Tridentijnse liturgie een warm hart toedragen, of zelfs als enig geschikte liturgie zien (Traditionalisme). Hij celebreerde bij de Petrusbroederschap als kardinaal enige keren de oude Latijnse Tridentijnse mis. Ratzinger kon echter niet als behorend tot de traditionalistische factie binnen de Kerk gezien worden. Hij sprak zich soms ook fel uit tegen dit zogenaamde traditionalisme. In 1988 was hij de verantwoordelijke onderhandelaar van de Heilige Stoel in de kwestie rond de omstreden en geëxcommuniceerd geachte aartsbisschop Marcel Lefebvre en diens Priesterbroederschap Sint Pius X. Ratzinger toonde zich een keiharde, maar diplomatieke onderhandelaar. De kardinaal was in latere jaren wel te vinden voor een meer vrijere toelating van de Tridentijnse liturgie, die vanaf 1988 tot 7 juli 2007 slechts onder moeilijke administratieve en praktische voorwaarden gebruikt kan worden. Zelf waardeerde hij eveneens de nieuwe misorde van Paulus VI (Novus Ordo Missae), volgens welke hij zelf normaal de mis opdroeg. Op 7 juli 2007 werd een motu proprio Summorum Pontificum gepubliceerd, waarin de Tridentijnse Mis volgens het Missale Romanum uit het pontificaat van Johannes XXIII als buitengewone vorm overal werd toegestaan uit pastorale overwegingen (indien plaatselijke gelovigen daarom verzoeken). Overigens benadrukte de paus tijdens een persconferentie in de marge van zijn bezoek aan Lourdes, in 2008, dat hij met dit motu proprio geenszins bedoeld heeft de liturgie van het concilie te willen terugdraaien: "Het is duidelijk dat de vernieuwde liturgie [van 1969] de huidige liturgie van de Kerk is". Het toestaan van de Tridentijnse Mis noemde hij bij diezelfde gelegenheid "een daad van Liefde en van pastorale tolerantie".
In zijn boeken heeft toenmalig kardinaal Ratzinger wél meermaals opgeroepen tot een zogenaamde Reform of the Reform, namelijk een herbronning van de Nieuwe Liturgie van Paulus VI en een uitroeien van liturgische misbruiken. Hiertoe nam Ratzinger weliswaar de Tridentijnse liturgie en spiritualiteit als een belangrijke inspiratiebron, maar hij werd hierin niet gesteund door de meeste traditionalistische groepen, omdat deze enkel de (herinvoering van) oude Tridentijnse liturgie, zonder aanpassingen, als de oplossing voor de liturgische crisis in de Katholieke Kerk zien.
Tijdens het pontificaat van Benedictus XVI was duidelijk te zien dat de Nieuwe Liturgie van paus Paulus VI, in het Latijn, zijn volle aandacht had en met grote zorg omringd werd. Tijdens het pontificaat van Johannes Paulus II werden pauselijke Missen daarentegen juist gekenmerkt door inculturatie en de volkstaal.
Benedictus XVI was niet tegen vernieuwingen in de eredienst zolang deze gericht zijn op soberheid en reflectie, zoals enige minuten stilte na de homilie. Eerder bleek dat enigszins tijdens de pauselijke eucharistieviering tijdens de Wereldjongerendagen in Keulen, in augustus 2005, waarin eigentijdse zang, geklap, sfeercreatie en ritme een rol speelden. Het is echter onbekend in hoeverre Benedictus zelf de hand had in de bepaling van de liturgische zang ter plaatse.
Gezien zijn opvattingen aangaande oecumene, is het ook niet verwonderlijk dat hij, naast een historische waardering voor de traditionele Romeinse liturgie in de huidige context, ook positieve woorden over had voor de protestantse liturgiehervorming in de 16e eeuw, waarvan de katholieken volgens hem nog altijd zouden kunnen leren in bepaalde opzichten.

##### Liturgische gewaden
Het pontificaat van Benedictus viel op door zijn kleding en gebruik van liturgische gewaden, waarvan sommige enkele tientallen jaren in onbruik leken. Veel was er te doen over de rode schoenen die de paus steevast onder zijn soutane droeg. Evenzeer opvallend was Benedictus' verschijning getooid met een camauro op 21 december 2005, een hoofddeksel dat sinds paus Johannes XXIII niet meer gedragen was. Tijdens zijn bezoek aan Mariazell in september 2007 verscheen de paus in een blauwe kazuifel, met een bijpassende blauwe mijter. Dit was des te opmerkelijk omdat deze kleur sinds het Concilie van Trente (1545-1563) niet meer was toegestaan. Een mogelijke verklaring is dat blauw de traditionele Mariakleur is en dat de paus het passend vond deze kleur te dragen tijdens zijn bezoek aan het Mariaheiligdom. De paus verscheen ook regelmatig met de drie pauselijke versies van de mozetta, waaronder de wintermozetta en de witte mozetta voor de paastijd, die door zijn voorganger nooit gedragen werden. Benedictus herstelde ook de mantum in ere, die voor het laatst door Johannes XXIII werd gedragen.
De paus wenst een onderscheid te maken tussen zijn kleding tijdens de eredienst en daarbuiten. Zo verscheen hij tijdens de traditionele zegen Urbi et orbi met kerstmis 2008 voor het eerst niet in koorkap (en bovendien met mijter) op de loggia van de Sint-Pieter, maar gekleed in mozetta met de pauselijke staatsiestola. Hier viel bovendien opnieuw op dat de paus gebruik maakte van de pauselijke troon (voorzien van het wapen van paus Leo XIII), daar zijn voorgangers steeds een gewone stoel hadden gebruikt. Ook gebruikte paus Benedictus regelmatig een ferula die nog door Pius IX en Pius XII werd gebruikt, terwijl hij, in afwijking van wat gebruikelijk is - met kerstmis 2008 de zegen gaf, zonder de ferula in zijn linkerhand te houden. In november 2009 kreeg de paus overigens een nieuwe ferula, die hij cadeau kreeg van de Circolo San Pietro, een pauselijke charitatieve beweging van adellijke en welgestelde Romeinse burgers. Het is net zoals de kruisstaf van Pius IX een klassieke staf. Op de voorkant staat een afbeelding van het Paaslam en is een vissersnet gegraveerd. Dit laatste symbool verwijst naar de apostel Petrus. Op de vier uiteinden van het kruis staan de symbolen van de vier evangelisten.

#### Priesterwijding
Ratzinger heeft het principe gehandhaafd dat vrouwelijke priesters niet in het katholieke geloof passen. Hij verklaarde als prefect van de Congregatie voor de Geloofsleer nogmaals dat het motu proprio Ordinatio Sacerdotalis, waarin Johannes Paulus II vrouwelijke priesters als een onmogelijkheid leerde, een zogenaamde de fide, i.e.: een voor alle katholieken verplichte én definitieve geloofsuitspraak, was. In 2009 organiseerde Benedictus XVI het "Jaar van de Priester" (van 19 juni 2009 tot 19 juni 2010) naar aanleiding van de 150e geboortedag van Johannes Maria Vianney.

#### Oecumene
In 2000 verscheen onder Ratzingers verantwoordelijkheid de verklaring Dominus Iesus. Het rooms-katholieke dogma dat verlossing slechts via Jezus Christus en diens Kerk (volgens de katholieke leer het meest volmaakt aanwezig in de Katholieke Kerk) mogelijk is, werd daarin voor het eerst sinds Vaticanum II weer deels bevestigd, waarmee de Kerk volgens critici en progressieve theologen afstand zou hebben genomen van de oecumenische gedachte. Toch spreekt het document over de afgescheiden oosters-orthodoxe kerken als zusterkerken. Een "terugdraaien" naar de vermeende, zogenaamde dialoogsituatie "van voor het concilie" kon volgens Ratzinger echter nooit plaatsvinden.
In het boek God en de wereld (2000), waarin journalist Peter Seewald gesprekken met de kardinaal optekende, vertelde Ratzinger dat niet-katholieken zich, met betrekking tot het Kerk-zijn en het heil, in een "gebrekkige toestand" bevinden. Hij zei tevens uit te zien naar de dag dat ook de Joden "ja tegen Christus" zeggen. Benedictus XVI heeft bovendien veel eerbied voor het judaïsme. Hij geeft in zijn eigen theologieboeken aan dat het jodendom niet van het heil zou zijn uitgesloten op een of andere buitengewone wijze.
Benedictus XVI heeft gedurende zijn pontificaat laten zien dat de oecumene, ondanks alle geruchten over het tegendeel, bij hem hoge prioriteit had. Vooral de eenheid met de orthodoxen en de dialoog met de Joden hadden zijn bijzondere aandacht. De uitwisseling met het protestantisme had ook zijn aandacht, hoewel de protestantse weerstand tegen het fenomeen van bisschoppen en hiërarchie de dialoog bemoeilijkte. In zijn boeken heeft Ratzinger zich wel af en toe positief uitgesproken over Luther en diens theologie. Benedictus XVI was als kardinaal Ratzinger uitgesproken voorstander van de gemeenschappelijke overeenkomst over de rechtvaardiging met de Lutheranen. Daarin werd gesteld dat de veroordelingen van het Concilie van Trente grotendeels genuanceerd dienden te worden en erkenden de katholieke ondertekenaars dat de Lutherse rechtvaardigingsleer verschilt van de katholieke op bepaalde punten, maar niet langer obstakel voor oecumenische eenheid zou zijn. Net als Johannes Paulus II was ook Benedictus XVI over deze toenadering, naar verluidt, zeer verheugd.
Het verlangen naar christelijke eenheid in verscheidenheid kenmerkte Benedictus XVI opnieuw, net als tijdens zijn tijd als progressieve theoloog en persoonlijke vriend van Hans Küng. Tegenover protestantse vertegenwoordigers zei Benedictus XVI dat hij niet eist dat protestanten hun eigen vorm van persoonlijk geloof en geloofsgeschiedenis opgeven. Een "oecumene van de terugkeer [tot het katholiek geloof]" zou absoluut niet zijn doel zijn, verklaarde de kerkvorst op de Wereldjongerendagen in Keulen in 2005. Hij moedigde de Wereldraad van Kerken aan tot meer eenheid onder de christenen. Benedictus XVI prees de Wereldraad voor haar inspanningen voor de oecumene.
In november 2009 zette Benedictus XVI op vraag van een aantal Anglicaanse gelovigen, waaronder de Traditional Anglican Communion, een stap in het kader van de oecumene met de constitutie Anglicanorum Coetibus (Groepen Anglicanen). In de constitutie werd geregeld hoe Anglicanen, met behoud van hun eigen spirituele traditie en liturgie, in personele ordinariaten kunnen terugkeren tot de Katholieke Kerk.

### Sociale leer
Onder de leiding van Joseph Ratzinger publiceerde de Congregatie voor de Geloofsleer de in 1984 en 1986 verschenen documenten Instructie over bepaalde aspecten van de "Theologie van de Bevrijding" en Instructie over de christelijke vrijheid en de bevrijding. In beide stukken werd de sinds de vroege jaren 1960 vooral in Latijns-Amerika opgekomen bevrijdingstheologie bekritiseerd, omdat deze zich volgens de Kerk te sterk op materiële noden richt. Ook de armen hebben, volgens deze geschriften, in de eerste plaats behoefte aan geestelijke bevrijding. De bisschopsbenoemingen die paus Johannes Paulus II in de loop van de jaren 1980 en 90 in Latijns-Amerika deed, worden gezien als het resultaat van deze visie. Aan de dominante aanwezigheid van bevrijdingstheologen onder de Latijns-Amerikaanse bisschoppen kwam hierdoor een einde. In april 1993 publiceerde de Pauselijke Bijbelcommissie De Interpretatie van de Bijbel in de Kerk (met een voorwoord van kardinaal Ratzinger), waarin de bevrijdingstheologie genuanceerd en op verschillende punten positief belicht werd. Slechts de marxistische bevrijdingstheologie, die de eschatologie in het aardse verlegt en in termen van klassenstrijd wil begrijpen, werd afgewezen. Ratzinger bewandelde hiermee de weg die de Katholieke Kerk sinds het Tweede Vaticaans Concilie probeert te gaan, onafhankelijk van de grote politieke en maatschappelijke instituties, tussen ongebreideld of ongeremd kapitalisme en marxisme door. Het materiële is volgens de Kerk geen doel op zich en het eeuwige geluk wordt niet op aarde gerealiseerd, maar door de innerlijke bevrijding van iedere mens, die Christus schenkt.
Kardinaal Ratzinger heeft tevens herhaaldelijk materialisme bekritiseerd en de "hebzuchtmaatschappij" verworpen.

### Opheffing van de excommunicatie van de Priesterbroederschap Sint Pius X
Beroering ontstond toen Benedictus de excommunicatie van vier bisschoppen van de Priesterbroederschap Sint Pius X op 21 januari 2009 ophief. Op dezelfde dag zond een Zweedse televisiezender een vroeger interview uit met de Britse bisschop Richard Williamson, een van de vier illegaal gewijde bisschoppen van de broederschap, waarin hij verklaard had dat er "overtuigende bewijzen" zijn dat er nooit gaskamers hebben bestaan en dat de nazi's hooguit driehonderdduizend Joden vermoordden in de concentratiekampen, en niet de zes miljoen waarvan algemeen wordt uitgegaan. Dit kwam het Vaticaan op een storm van kritiek te staan. De Duitse bondskanselier Angela Merkel vroeg de paus om een duidelijke afwijzing van de woorden van Williamson. Het Moderamen van de Protestantse Kerken in Nederland riep hem zelfs op die rehabilitatie ongedaan te maken.
Een woordvoerder van het Vaticaan verklaarde overigens dat het feit dat de excommunicatie van deze bisschop (en van de overige drie bisschoppen van de Priesterbroederschap) geenszins betekende dat het Vaticaan instemde met de uitspraken van de bisschop. Ook Walter Kasper, president van de Pauselijke Raad ter Bevordering van de Eenheid van de Christenen, nam meteen afstand van de woorden van Williamson. Hij noemde diens uitspraken "onacceptabel en dom" en stelde dat de ontkenning van de Holocaust regelrecht indruist tegen het standpunt van de Kerk op dit punt. Overigens namen ook zowel de Duitse alsook de Nederlandse bisschoppen meteen afstand van de uitspraken van Williamson. Tijdens de wekelijkse audiëntie van 28 januari 2009 herinnerde Benedictus aan zijn bezoeken aan Auschwitz, en nam hij ondubbelzinnig afstand van iedere negationistische of reductionistische opvatting ten aanzien van de Shoah. Aan zijn ‘joodse broeders’ bevestigde de paus ‘met genegenheid’ zijn ‘onbetwistbare solidariteit'. De paus had zich overigens ook bij eerdere gelegenheden al ondubbelzinnig uitgesproken daarover, onder andere bij zijn bezoek aan Auschwitz-Birkenau in 2006 en tijdens de herdenking van Kristallnacht in 2008. Een dag later verklaarde de kardinaal-staatssecretaris Tarcisio Bertone dat de paus geschokt is door de reductionische uitspraken van Williamson. Bertone noemde de kwestie zeer pijnlijk en onverwacht. Op 4 februari maakte het Vaticaan bekend dat wanneer Richard Williamson niet publiekelijk en op ondubbelzinnige wijze afstand neemt van zijn opvattingen over de Holocaust hem in de Kerk geen bisschoppelijke taken zullen worden toegewezen. Ook stelde het Vaticaan dat de Priesterbroederschap op geen enkele wijze de goedkeuring draagt van de paus. Om voor dergelijke goedkeuring in aanmerking te komen dient de Broederschap het Tweede Vaticaans Concilie volledig te erkennen. Ook de volledige aanvaarding van het leergezag van de pausen Johannes XXIII, Paulus VI, Johannes Paulus I, Johannes Paulus II en Benedictus XVI is een ‘noodzakelijke voorwaarde’ voor kerkelijke erkenning van de Priesterbroederschap. Overigens is het vrij zeker dat de Broederschap niet aan de eis om alle uitkomsten van Vaticanum II te erkennen zal voldoen.
Tijdens een ontmoeting met vertegenwoordigers van Amerikaans-Joodse organisaties, op 12 februari 2009 nam de paus overigens nogmaals afstand van de beweringen van Williamson. Hij zei:
De haat en minachting voor mannen, vrouwen en kinderen, zoals die tot uiting kwam in de Shoah, was een misdaad tegen de menselijkheid en tegen God. Dit zou iedereen duidelijk moeten zijn, in het bijzonder diegenen die staan in de traditie van de Heilige Schrift, volgens welke ieder mens is geschapen naar het beeld en de gelijkenis van God. Het staat buiten kijf dat iedere poging om deze verschrikkelijke misdaad te minimaliseren of te ontkennen totaal onaanvaardbaar is.
Op 12 maart 2009 publiceerde het Vaticaan een brief van Benedictus XVI aan alle bisschoppen van de Kerk. Hierin legde de paus uit wat de bedoeling van het opheffen van de excommunicatie was geweest. De opheffing was bedoeld om de terugkeer van de betrokken bisschoppen tot de Kerk te bewerkstelligen, aldus Benedictus XVI. Daartoe dienen zij het leergezag van het Tweede Vaticaans Concilie volledig te erkennen, alsmede de daarna volgende kerkelijke veranderingen. De paus benadrukte dat het opheffen van de excommunicatie geenszins betekende dat de Priesterbroederschap van nu af met kerkelijke goedkeuring en erkenning werkt. Daartoe is een voortgaande oplossing rondom theologische standpunten noodzakelijk. Daarnaast betuigde de paus nogmaals zijn spijt over de ongelukkige samenloop van omstandigheden, waarin de opheffing van de excommunicatie samenviel met de Holocaustontkenning van een van de vier bisschoppen. Benedictus XVI drukte zijn dankbaarheid aan zijn "Joodse vrienden" uit en zei te hopen dat vanaf nu de betrekkingen met het jodendom opnieuw gekenmerkt zouden worden door vriendschap en vertrouwen. Daarnaast kondigde de paus aan dat de Commissie Ecclesia Dei zeer spoedig zal gaan vallen onder het gezag van de Congregatie voor de Geloofsleer. De paus wilde daarmee benadrukken dat de geschillen tussen het Vaticaan en de Priesterbroederschap Sint Pius X vooral theologisch en leerstellig van aard zijn.

### Morele en wetenschappelijke thema's

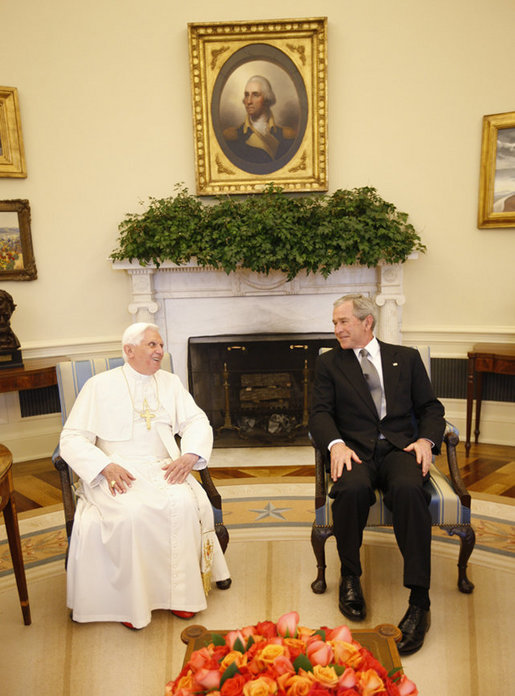
Paus Benedictus en president Bush, Oval Office, in 2008

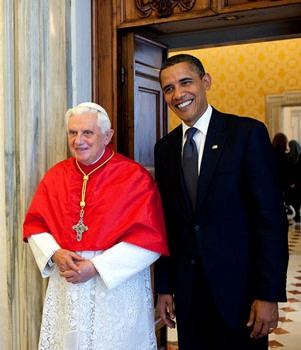
Paus Benedictus en president Obama

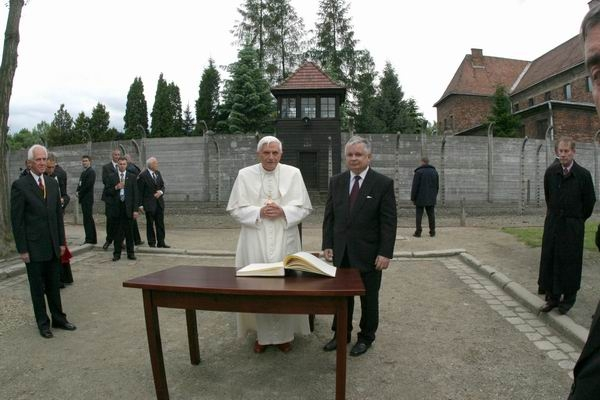
Paus Benedictus in Auschwitz-Birkenau met Pools president Lech Kaczyński

#### Oorlog en Holocaust
De paus liet in een boek uit november 2010 weten dat er niemand meer Joden heeft gered dan paus Pius XII.

#### Homoseksualiteit
Onder de verantwoordelijkheid van kardinaal Ratzinger als prefect van de Congregatie voor de Geloofsleer zijn er twee belangrijke documenten gepubliceerd over homoseksuelen:
- Brief aan de bisschoppen van de Katholieke Kerk over de pastorale zorg voor homoseksueel geaarde personen (1986)[36]
- Overwegingen bij voorstellen om een wettelijke erkenning te verlenen aan verbintenissen tussen homoseksueel geaarde personen (2003)[37]

In zijn brief van 1986 schreef hij onder andere: "Hoewel de bijzondere neiging van een homoseksueel geen zonde is, is het een min of meer sterke tendens die naar een intrinsiek moreel kwaad neigt; en dus moet de neiging zelf als objectieve storing worden gezien." en tevens "Het is betreurenswaardig dat homoseksueel geaarde personen het voorwerp geweest zijn en nog zijn van gewelddaden in woord of daad. Daar waar dit plaatsvindt, moet dit door de herders van de Kerk veroordeeld worden." Met deze brief bevestigde hij de kerkelijke leer, die een duidelijk onderscheid maakt tussen geaardheid (de persoon) en de levenswijze (de zonde) die eruit kan voortvloeien. Sinds de tweede helft van de 20e eeuw, en vooral sinds mei 1968, hebben vele pressiegroepen die een gelijkschakeling van hetero- en homoseksualiteit nastreven dit moreel standpunt bestreden.
Volgens paus Benedictus XVI hebben kinderen recht op een gehuwde vader en moeder. Hij zei dat in een Vaticaanse boodschap aan een conferentie georganiseerd door de pauselijke Raad voor het Gezin in Latijns-Amerika: "Kinderen hebben het recht geboren te worden en op te groeien in een op het huwelijk gefundeerd gezin, het is een natuurlijk instituut dat tot het erfgoed van de mensheid behoort." Benedictus wees erop dat de identiteit en de missie van het gezin recentelijk door 'onrechtvaardige' wetten worden ondermijnd. Hij had kritiek op de vele landen die het huwelijk hebben opengesteld voor homoparen en de landen waar een speciaal partnerschap voor homo's werd ingevoerd. De paus zei daarover: "Nieuwe vormen van het huwelijk zijn gepresenteerd waarin zijn specifieke natuur wordt gewijzigd." Benedictus was een tegenstander van deze vormen.
Volgens paus Benedictus XVI was de legalisering van het homohuwelijk een aanval op de schepping. Hij deed deze uitspraak in 2010 tijdens zijn jaarlijkse nieuwjaarstoespraak voor het corps diplomatique van Vaticaanstad.

#### Milieu
Voormalig paus Ratzinger had een zeker milieubewustzijn. Dit leidde er onder andere toe dat het dak van de Nervi-zaal (voor audiënties) met zonnepanelen werd belegd (geschenk van een Duits bedrijf). Ook kwamen er elektrische auto's voor het Vaticaan. Volgens hem was een hernieuwde aandacht voor een theologie van de schepping nodig. Geloof en milieuzorg horen daarin bij elkaar: de Schepper geeft de schepping aan de mens, die er verantwoordelijkheid voor draagt.

#### Seksueel misbruik binnen de Kerk
Toen Ratzinger aartsbisschop van München was, trad hij niet op tegen vier geestelijken die zich aan seksueel misbruik schuldig hadden gemaakt. Hij werkte mee aan de overplaatsing van een veroordeelde pedofiel die in zijn nieuwe parochie opnieuw met kinderen in aanraking kwam. Hij gaf destijds geen blijk van enige deernis met de slachtoffers. Dit bleek in 2022 in een onderzoek door een Duits advocatenkantoor uitgevoerd in opdracht van het bisdom München en Freising. Ratzinger had in een uitvoerige stellingname aan de onderzoekscommissie ontkend van de vier gevallen op de hoogte te zijn gebracht, maar de onderzoekers vonden dat niet geloofwaardig, ook op basis van beschikbare notulen van een vergadering waaraan Ratzinger deelnam. Na het verschijnen van het rapport gaf de voormalige paus toe een onjuiste verklaring te hebben afgelegd in het onderzoek naar misbruik binnen het aartsbisdom München en Freising. In een nadere brief schreef hij op 6 februari 2022 dat in zijn stellingname aan de commissie sprake was geweest van een vergissing op het punt van zijn aanwezigheid bij een vergadering waar over de overplaatsing van een veroordeelde priester was gesproken. Het ging in die vergadering om het onderdak bieden in verband met een psychiatrische behandeling en niet om het aanbieden van een pastorale functie. De vergissing was gemaakt door een van de medewerkers van de ex-paus die hem bij het bestuderen van de documenten en het schrijven van zijn reactie behulpzaam zijn geweest. "Dat de fout werd gebruikt om aan mijn waarachtigheid te twijfelen, zelfs om me af te schilderen als een leugenaar, heeft me diep getroffen", aldus Benedictus.
Op 18 mei 2001 schreef Benedictus als kardinaal samen met de secretaris van de Congregatie voor de Geloofsleer, Mgr. Tarcisio Bertone, S.D.B., een brief aan alle bisschoppen. Daarin herinnerden zij de bisschoppen eraan dat sinds 30 april 2001 onderzoek naar dit soort misdrijven (delicta graviora) door de Congregatie voor de Geloofsleer werd gevoerd en dat zij tijdens de behandeling van dergelijke dossiers niet op eigen initiatief met vertrouwelijke informatie naar de politie mochten stappen om de plegers van het misbruik achter de tralies te krijgen, waar zij volgens velen thuishoren. Bertone zei daar later over: "De eis dat een bisschop verplicht zou zijn de politie te waarschuwen als een priester beschuldigd wordt van seksueel misbruik is ongefundeerd."
Ratzinger heeft seksueel misbruik door priesters meerdere malen in het openbaar streng veroordeeld. De veroordeling van de Italiaanse priester Gino Burresi op 27 mei 2005 kan worden beschouwd als een teken dat paus Benedictus XVI, samen met William Levada, zijn opvolger als prefect van de Congregatie voor de Geloofsleer, werk wilde maken van de vervolging van priesters die zich schuldig hebben gemaakt aan seksueel misbruik van minderjarigen (van wie het merendeels jongens). In mei 2006 disciplineerde Ratzinger als paus Benedictus XVI de priester Marcial Maciel, oprichter van de Legionairs van Christus, die op grote schaal misbruik had gemaakt van seminaristen en minderjarigen, tot "een gereserveerd leven van gebed en berouw". Hij verbood hem om zijn priesterlijk ambt nog uit te oefenen. In verband met Maciels slechte gezondheid en hoge leeftijd zag de Congregatie voor de Geloofsleer af van een kerkrechtelijke strafzaak.
In een toespraak tot de Ierse bisschoppen in oktober 2006 riep Benedictus op om er alles aan te doen om herhaling van seksueel misbruik door priesters te voorkomen. De paus zei dat de Kerk de waarheid over misbruik onder ogen moet zien. Daarbij moet het welzijn van de slachtoffers voorop staan.
Naar aanleiding van een rapport dat in 2009 verscheen over seksueel misbruik in het aartsbisdom Dublin riep Benedictus in december de Ierse bisschoppen bijeen. Hij zei hun dat hij deelde in de woede, het gevoel verraden te zijn en de schaamte van de Ierse gelovigen. Hij riep eenieder op te bidden voor de slachtoffers en zei dat de Heilige Stoel ook de conclusies van het rapport met betrekking tot het bestuur van de Ierse kerkprovincie serieus neemt. Op 17 december 2009 leidde deze kwestie tot het ontslag van de bisschop van Limerick, Donal Brendan Murray.
De paus zond in datzelfde jaar ook nog een apostolisch visitator naar de Legionairs van Christus om het seksueel misbruik binnen deze congregatie te onderzoeken.
In april 2010 kondigde de Engelse auteur, bioloog en militant atheïst Richard Dawkins aan een wettelijke aanklacht tegen en arrestatie van Ratzinger voor te bereiden. De paus bracht in september 2010 een staatsbezoek aan het Verenigd Koninkrijk.
Tijdens dat staatsbezoek veroordeelde hij het seksueel misbruik in krachtige termen. In zijn preek tijdens de mis die hij opdroeg in de Kathedraal van Westminster zei Benedictus onder meer:
Above all, I express my deep sorrow to the innocent victims of these unspeakable crimes, along with my hope that the power of Christ’s grace, his sacrifice of reconciliation, will bring deep healing and peace to their lives. I also acknowledge, with you, the shame and humiliation which all of us have suffered because of these sins; and I invite you to offer it to the Lord with trust that this chastisement will contribute to the healing of the victims, the purification of the Church and the renewal of her age-old commitment to the education and care of young people.
Op 18 oktober 2010 schreef de paus een brief aan alle seminaristen ter wereld, waarin hij onder meer stilstond bij het celibaat en ter zake van het misbruik opmerkte: Recentelijk hebben we met verontrusting gezien dat sommige priesters hun dienstwerk verminkt hebben door kinderen en jongeren seksueel te misbruiken. In plaats van mensen naar grotere menselijke volwassenheid te leiden en een voorbeeld voor hen te zijn, veroorzaakten hun misbruikgewoontes grote schade, waarvoor we diepgaande schaamte en spijt voelen.
Op 18 juli 2017 verscheen in Duitsland een omvangrijk rapport dat een ontluisterend beeld geeft van geweld en seksueel misbruik dat zich tientallen jaren heeft voorgedaan op de koorschool van het wereldberoemde koor Regensburger Domspatzen. Van deze school was de broer van Benedictus XVI, Georg Ratzinger, van 1964 tot 1994 de directeur en muzikaal leider. Het rapport weerlegt dat Georg Ratzinger geen weet heeft gehad van het geweld dat op de school werd uitgeoefend. Ratzinger wordt 'wegkijken' en inadequaat reageren verweten. Paus Benedictus veroordeelde in 2010 gevallen van seksueel misbruik in zijn geboorteland. Op de situatie bij de Regensburger Domspatzen is hij daarbij niet ingegaan.

#### Dierenwelzijn
Ratzinger was een fervent tegenstander van de uitbuiting van alle levende wezens, in het bijzonder van gehouden dieren. Hij was van mening dat dieren de schepselen van God zijn en dat uitbuiting van dieren tegen de christelijke principes in gaat. Hierbij kan worden opgemerkt dat de paus zelf (al sinds jaar en dag) bekendstond om zijn liefde voor katten. Naar aanleiding hiervan ontstond in mei 2005 onder de Romeinen enige opschudding toen de staf van het apostolisch paleis weigerde de twee pauselijke katten in het appartement van Benedictus toe te laten.

#### Aids
Op 10 juni 2005 in een toespraak voor Afrikaanse bisschoppen benadrukte de paus dat de traditionele leer van de Kerk, met aandacht voor het christelijk huwelijk, huwelijkstrouw en kuisheid, de enige intrinsiek zekere manier is om de verspreiding van aids te voorkomen.
Opzien baarde de paus toen hij in maart 2009, tijdens de vlucht naar Kameroen (waar zijn eerste Afrikareis begon), een vraag van een Franse journalist over aids beantwoordde. De paus wees erop dat de Katholieke Kerk bijzonder veel doet in de strijd tegen aids en stelde dat "Als de ziel ontbreekt, als Afrikanen elkaar niet helpen, dan kan men deze plaag niet oplossen door condooms uit te delen; integendeel, ze vergroten het probleem." Vervolgens pleitte de paus voor een dubbele aanpak: "het menswaardig maken van de menselijke seksualiteit en een spirituele vernieuwing die leidt tot een nieuwe manier waarop mensen met elkaar omgaan, en echte, werkelijke vriendschap voor mensen die lijden". De uitspraken van de paus leidden bij pressiegroepen tot kritiek. Ze wezen erop dat volgens hen condoomgebruik daadwerkelijk de verspreiding van aids kan tegengaan. Tevens vreesden zij dat de woorden van de paus door mannen als excuus gebruikt zouden kunnen worden om geen condooms meer te gebruiken. Vanuit de medische wereld kwam zowel kritiek op zijn woorden als steunbetuiging voor zijn stellingname. Volgens het medische tijdschrift The Lancet verdraaide hij hiermee wetenschappelijk bewijsmateriaal om de katholieke doctrine te kunnen promoten, terwijl medisch antropoloog Edward C. Green de paus steunde.
In een boek naar aanleiding van interviews met een Duitse journalist in november 2010 heeft de paus het gebruik van het condoom in bepaalde gevallen goedgekeurd om het besmettingsrisico met hiv te verminderen. Hij voegde eraan toe: "In bepaalde gevallen, wanneer men de intentie heeft het risico op besmetting te verminderen, kan het aanwenden van anticonceptie wel een eerste stap zijn om de weg te openen naar een meer menselijke, anders beleefde seksualiteit." Hij gaf daarbij als voorbeeld dat van een mannelijke prostitué. Hij zei in dat verband: "Er kunnen individuele gevallen zijn, zoals een mannelijke prostitué die een condoom gebruikt, waarin dat een eerste stap kan zijn naar een zedelijke verheffing, een begin van responsabilisering om weer tot het besef te komen dat niet alles toegelaten is en dat men niet alles kan doen wat men wil. Dat is echter niet de manier om een einde te maken aan de hiv-epidemie. Dat moet echt gebeuren in de vermenselijking van de seksualiteit."

## Reorganisatie financieel-economische aangelegenheden Heilige Stoel
Benedictus XVI maakte een begin door op 30 december 2010 de Autoriteit voor Financiële Informatie op te richten. Doel was criminele transacties (bv. bij de Vaticaanse Bank) zoals het witwassen van crimineel geld, handel in massavernietigingswapens en het financieren van terrorisme op te sporen.
Moneyval (die voor de Raad van Europa financiële praktijken monitort) gaf in een rapport aan dat de Vaticaanse Bank nog steeds tekortschoot inzake witwaspraktijken en dus nog niet op de Europese "witte lijst" geplaatst kon worden. De Vaticaanse Bank moest Moneyval voor het eind van 2012 rapporteren. De nieuwe voorzitter, de Duitser Ernst von Freyberg, zei in mei 2013 dat het Vaticaan dat jaar al zeven mogelijke witwaspraktijken had vastgesteld. Ook Vatileaks (2011-2012) gaf aanleiding tot actie.
Benedictus, die inzag dat deze hoogstnoodzakelijke reorganisatie zijn bestuurlijke en vooral zijn lichamelijke krachten te boven zou gaan, zou in februari 2013 zijn aftreden bekend maken, maar eerst nadat in zijn opdracht door de kardinalen Herranz, Tomko en Di Giorgio een crisisdossier was samengesteld voor zijn opvolger.

## Buitenlandse betrekkingen
De paus gold als een van de meest invloedrijke wereldleiders. In tegenstelling tot de periode tijdens het pontificaat van Johannes Paulus II hadden staatssecretarissen, bisschoppen en ministers van alle landen ter wereld niet meer automatisch recht om door deze paus in privé-audiëntie te worden ontvangen. Om zijn werkdruk te verlagen kwam dit voorrecht onder Benedictus XVI enkel nog toe aan staatshoofden en regeringsleiders.

### Betrekkingen met Iran
Medio november 2010 deelde het Vaticaan mee dat bilaterale betrekkingen met Iran gewenst zijn. In een brief aan Mahmoud Ahmadinejad schreef de paus het volgende: Ik ben ervan overtuigd dat de oprichting van een bilaterale commissie nuttig is om de zaken van gemeenschappelijk belang te behandelen, waaronder het juridische statuut van de Katholieke Kerk in Iran. Verder riep hij op tot een brede samenwerking om de godsdienstvrijheid te verdedigen.

## Publicaties onder de vorm van eenencycliek
- Deus Caritas Est (2006), over eros en agape, de verschillende vormen van liefde
- Spe salvi (2007), over de hoop
- Caritas in Veritate (2009), sociale encycliek over de volledige menselijke ontwikkeling in liefde en waarheid

## Veiligheid
Paus Benedictus werd verscheidene malen aangevallen tijdens publieke plechtigheden. Nooit slaagde iemand er evenwel in om Benedictus echt te verwonden.
Op kerstavond 2009 werd hij aangevallen door de 25-jarige "verwarde" Susanna Maiolo. Zij sprong over de balustrade naast het gangpad en trok hem aan zijn pallium naar de grond. De paus en kardinaal Etchegaray vielen, waarbij laatstgenoemde zijn heup brak. Benedictus bleef ongedeerd en kon zonder problemen de Heilige Mis celebreren.
Op 17 september 2010 werden in Londen zes mannen opgepakt op verdenking van het voorbereiden van een aanslag tijdens het bezoek van Benedictus aan het Verenigd Koninkrijk, maar uiteindelijk enkele dagen later weer vrijgelaten.

## Buitenlandse reizen

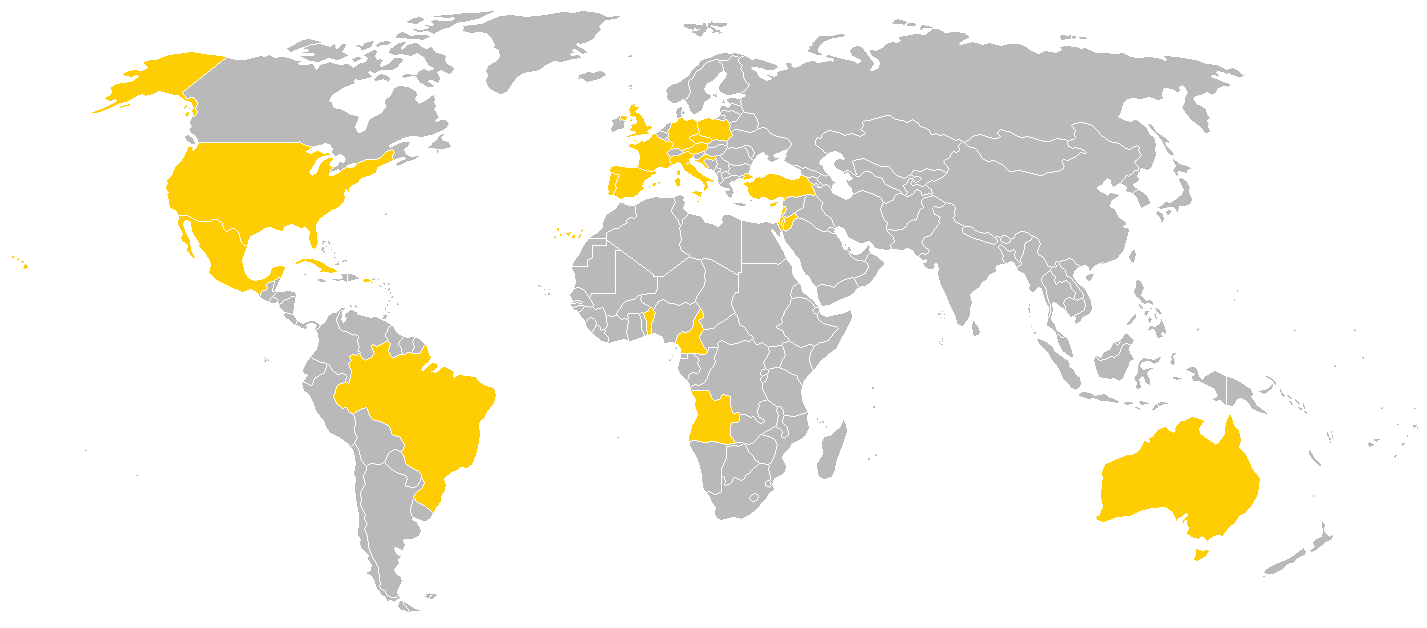
Landen die paus Benedictus bezocht heeft

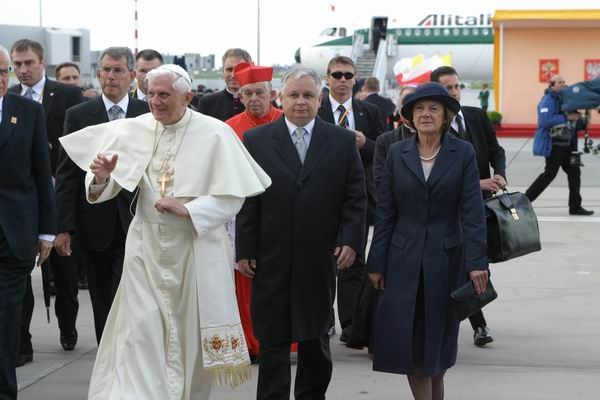
Paus Benedictus op de eerste dag van zijn reis naar Polen (25 mei 2006)

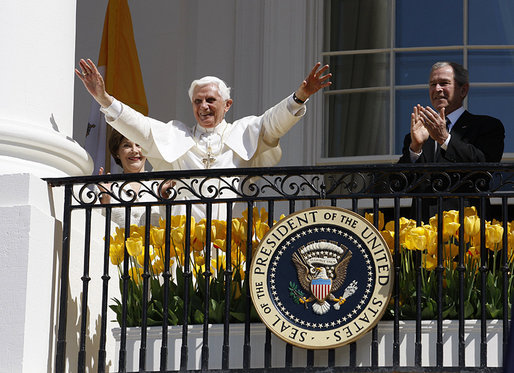
Paus Benedictus in Washington op zijn 81e verjaardag (16 april 2008)

#### 2005
- Duitsland: 18 - 21 augustus 2005: eerste officiële internationale reis van de paus sinds zijn verkiezing in april van dat jaar, meer bepaald naar Keulen in Duitsland, zijn geboorteland, om aldaar de Wereldjongerendagen bij te kunnen wonen.

#### 2006
- Polen: 25 - 28 mei 2006: reis naar Polen in het voetspoor van zijn voorganger. De paus bezocht onder andere Warschau, Krakau, en het geboortehuis van Johannes Paulus II in Wadowice. Op de laatste dag van zijn reis bracht hij tevens een bezoek aan het concentratiekamp van Auschwitz.
- Spanje: 8 - 9 juli 2006: reis naar Spanje op uitnodiging van koning Juan Carlos.
- Duitsland: 9 - 13 september 2006: reis naar Beieren (een bezoek aan zijn geboortestreek). Tijdens dit bezoek hield hij een lezing waarin hij de Byzantijnse keizer Manuel II citeerde, die schreef dat de profeet Mohammed "alleen slechte en inhumane dingen had verspreid, zoals het bevel om zijn geloof met het zwaard te verspreiden". Dit uit zijn context gehaalde citaat leidde tot heftige protesten in islamitische landen. Zie ook: Regensburger lezing.
- Turkije: in november 2006 bezocht de paus Turkije. Wegens de eerdere rel in september was dit met grote veiligheidsmaatregelen omgeven.

#### 2007
- Brazilië: vanaf 9 mei 2007 bezocht de paus vijf dagen Zuid-Amerika, onder andere Brazilië.
- Oostenrijk: op 7 september 2007 maakte de paus een pelgrimsreis van een paar dagen naar Wenen, en van daaruit naar Mariazell vanwege het jubileum. Zijn bezoek in Wenen bij het herdenkingsmonument aan de omgekomen Weense Joden in de Tweede Wereldoorlog heeft een diepe indruk achtergelaten bij de Oostenrijkse Joodse gemeenschap. Anderhalf jaar na zijn bezoek aan Mariazell werd de paus benoemd tot ereburger van deze gemeente.[75]

#### 2008
- Verenigde Staten: vanaf 15 april 2008 bezocht de paus voor zes dagen de Verenigde Staten met onder andere New York en Washington.
- Australië: vanaf 13 juli 2008 bezocht de paus voor tien dagen Australië, onder andere om de Wereldjongerendagen bij te kunnen wonen in Sydney.
- Frankrijk: van 12 tot 15 september 2008 bezocht de paus Lourdes, om in het heiligdom aldaar de herdenking bij te wonen van de eerste Maria-verschijning in de Grot van Massabielle, toen juist 150 jaar geleden. Op weg naar Lourdes ging de paus voor in een openluchtmis in Parijs die werd bijgewoond door 260000 gelovigen.

#### 2009
- Kameroen: vanaf 17 maart 2009 bezocht de paus Kameroen. Een van de doelen van het bezoek was de publicatie van het zogenaamde Instrumentum Laboris (Werkdocument) voor de Afrikaanse bisschoppensynode die in het najaar van 2009 in Rome zou worden gehouden.
- Angola: daags na zijn bezoek aan Kameroen reisde de paus verder naar Angola.
- Jordanië: begin mei 2009 bezocht de paus Jordanië.[76]
- Israël: van 9 tot 15 mei 2009 bezocht de paus Israël.[77] Even leek dit bezoek onder druk komen te staan door de rehabilitatie van de bisschoppen van de Priesterbroederschap Sint Pius X, waaronder bisschop Richard Williamson, die de Holocaust had geminimaliseerd. Maar op 15 februari 2009 bevestigde de Israëlische premier Ehud Olmert dat het toch doorgang zou vinden.[78] Hij bezocht er onder andere Jeruzalem en Nazareth.
- Palestina: op zijn tocht door Israël bezocht de paus ook Palestina; onder meer deed hij Bethlehem aan.[76]
- Tsjechië: van 26 tot en met 28 september 2009 bracht de paus een bezoek aan Tsjechië.[79]

#### 2010
- Malta: van 17 tot 19 april 2010 bracht Benedictus een bezoek aan Malta. Hier sprak hij onder meer met slachtoffers van seksueel misbruik.[80]
- Portugal: van 11 tot 14 mei 2010 bracht hij een bezoek aan Portugal. Dit bezoek stond vooral in het teken van de tienjarige verjaardag van de heiligverklaring van Francesco en Jacinta Marto, twee van de drie herderskinderen aan wie Onze-Lieve-Vrouw van Fátima zou zijn verschenen.[81]
- Cyprus: van 4 tot 6 juni 2010 bracht Benedictus XVI een bezoek aan Cyprus. Het bezoek stond in het teken van de aanstaande bijzondere bisschoppensynode voor het Heilige Land, waartoe de paus het Instrumentum Laboris (Werkdocument) aanbood.[82]
- Verenigd Koninkrijk: van 16 tot 19 september 2010 bracht Benedictus - als eerste kerkleider in de geschiedenis - een staatsbezoek aan het overwegend seculiere Verenigd Koninkrijk. Zijn voorganger, paus Johannes Paulus II, had het land in 1982 ook al weleens bezocht in het kader van een pastoraal bezoek.[83] Het hoogtepunt van deze reis werd de zaligverklaring van kardinaal John Henry Newman. Voorafgaand aan de reis was er in een deel van de Britse pers veel kritiek te lezen, vooral op de hoge kosten van dit staatsbezoek, en het feit dat de paus als staatshoofd werd ontvangen.[bron?] Ook het seksueel misbruik in de Kerk werd op indringende wijze aan de orde gesteld.[bron?] Tijdens de vlucht naar Edinburgh zei de paus tegen de meegereisde journalisten dat alle onthullingen daarover een grote schok voor hem waren geweest. Hij zei tevens het te betreuren dat de leiding van de Kerk zo inadequaat had gereageerd op het misbruik.[84]
- Spanje: op 6 en 7 november 2010 bracht Benedictus een bezoek aan Spanje, meer bepaald Santiago de Compostella en Barcelona. Tijdens het bezoek te Barcelona wijdde hij de Sagrada Família, een kunstwerk van Antoni Gaudí, in als basiliek. De paus beschreef het gebouw als een wonderlijke synthese van techniek, kunst en geloof.[85] Tijdens zijn bezoek betoogde hij dat de Spaanse seculiere wind die naar zijn mening momenteel door Spanje waait, doet denken aan de jaren 30 vóór de Spaanse Burgeroorlog. Ook waarschuwde hij voor het volgens hem heersende agressieve antiklerikalisme. Ten slotte zei hij: De wijding is bijzonder belangrijk in een tijd waarin de mens claimt zijn leven zonder God te kunnen bouwen, alsof God hem niets te zeggen heeft.

#### 2011
- Kroatië: van 4 tot 5 juni 2011. Benedictus bezocht Kroatië in het kader van de Nationale dagen voor het Gezin.[86]
- San Marino: op 19 juni 2011. Pastoraal bezoek aan het bisdom San Marino-Montefeltro.[87]
- Spanje: van 18 tot en met 21 augustus 2011 in Madrid, ter ere van de Wereldjongerendagen.
- Duitsland: van 22 tot en met 25 september 2011 nogmaals naar zijn eigen geboorteland, Duitsland.
- Benin: van 18 tot en met 20 november 2011 naar Benin.

#### 2012
- Mexico: Benedictus bracht van 23 tot 26 maart een bezoek aan Mexico.
- Cuba: hij bezocht vervolgens ook Cuba om op 29 maart weer naar Rome terug te keren.
- Libanon: Benedictus bezocht Libanon van 14 tot 16 september. Aanleiding was de publicatie van de postsynodale exhortatie naar aanleiding van de assemblee van de synode van het Midden-Oosten, die plaatsvond van 10 tot 24 oktober 2010.[88]

## Terugtreding uit het pauselijk ambt
Paus Benedictus maakte op 11 februari 2013 tijdens het consistorie voor de heiligverklaring van de martelaren van Otranto bekend dat hij op 28 februari 2013 om 20.00 uur zou aftreden. De toen 85-jarige Benedictus XVI trad naar eigen zeggen af omdat hij door zijn hoge leeftijd "geestelijk en lichamelijk" niet meer de kracht had om zijn functie uit te oefenen. De paus ging sinds zijn terugtreden door het leven als Zijne Heiligheid Benedictus XVI en werd aangeduid als paus emeritus.
Benedictus heeft op 27 februari een afscheidsbrief uitgesproken. Zijn laatste audiëntie vond op een bomvol Sint-Pietersplein plaats.
Hij nam op 28 februari afscheid van het College van Kardinalen, vertrok daarna met een helikopter naar zomerresidentie Castel Gandolfo en verscheen daar rond 17.45 uur voor het laatst in het openbaar als paus. Om 20:00 uur trok de Zwitserse garde zich terug en sloot de poorten en nam de Vaticaanse politie de bewaking van Benedictus over en deed hij zijn vissersring af. Deze werd niet zoals de traditie het wil door middel van een zilveren hamer vernietigd, maar onbruikbaar gemaakt door hem in te krassen. Hierdoor kwam er na 7 jaar en 315 dagen een eind aan zijn pontificaat. Hij bleef twee maanden lang in het voornoemd buitenverblijf, waarna hij zich in zijn appartement vestigde in het oude klooster Mater Ecclesiae in de Vaticaanse tuinen. Persbureau Zenit bracht in augustus 2013 naar buiten dat Benedictus in een "mystieke ervaring" zijn aftreden "door God gedicteerd zou hebben gekregen". Zijn persoonlijke secretaris Georg Gänswein gaf later aan dat dit verhaal "van alfa tot omega was verzonnen".
Hij was de vijfde paus die bij leven terugtrad en de tweede paus die dit vrijwillig deed. Paus Celestinus V trad in 1294 net als paus Benedictus XVI vrijwillig terug. De andere drie pausen die gedwongen werden om zich terug te trekken waren Paus Pontianus in 235, Paus Benedictus IX in 1044, 1046 en in 1048 en Paus Gregorius XII in 1415.

## Emeritaat
Na zijn aftreden bleef Benedictus XVI de witte pauselijke gewaden dragen, de schoudermantel of pelligrina uitgezonderd, waardoor de regerende paus en zijn afgetreden voorganger bijna gelijk gekleed gingen. Daarop was ook wel kritiek. Hij verscheen nog een paar keer in het openbaar. Zo woonde hij op 19 februari 2014 het consistorie voor nieuwe kardinalen van zijn opvolger, Franciscus, bij. Hij concelebreerde met de kardinalen bij de heiligverklaring van twee van zijn recente voorgangers, Johannes XXIII en Johannes Paulus II, op 27 april 2014.
In de zomer van 2015 ontving de paus emeritus in de pauselijke zomerresidentie Castel Gandolfo eredoctoraten, van de Pauselijke Universiteit Johannes Paulus II in Krakau en van het conservatorium aldaar, vanwege onder meer zijn groot respect voor de geschiedenis van de muziek van de Kerk, en het belang dat hij toekende aan de plaats van muziek in de katholieke liturgie.
Ter ere van zijn 65-jarig priesterjubileum op 29 juni 2016 keerde Benedictus XVI voor even sinds zijn abdicatie terug in het Pauselijk Paleis, waar hij toegesproken werd door onder anderen zijn opvolger.
In juli 2018 maakte hij een discussie los met de publicatie van een theologisch artikel over jodendom, substitutietheologie, zionisme en de staat Israël, getiteld Gnade und Berufung ohne Reue. De discussie ging onder andere over zijn visie dat substitutietheologie nooit de officiële leer van de Kerk geweest is. Voorts ook nog over het feit dat Benedictus aan de verwoesting van de Tempel en de verstrooiing van het Joodse volk daarna wel een theologische betekenis hecht, maar niet aan de zionistische terugkeer van miljoenen Joden naar Palestina, tegenwoordig de staat Israël en de Palestijnse Gebieden. In een briefwisseling met de Vlaamse in Wenen werkzame rabbijn Arie Folger, die op deze publicatie volgde, nuanceerde Benedictus de uitspraken in zijn artikel: de substitutietheologie werd inderdaad officieus door veel katholieken voor waar gehouden, geeft hij toe; het is niet onze opgave te bewijzen welke religie de ware is, maar dat komt God toe aan het eind van de geschiedenis; Israël is een seculiere staat, maar hij ziet in de terugkeer van zoveel Joden en de vestiging van de staat Israël wel een vorm van bevestiging van het voortdurende Verbond tussen God en de Joden.
In datzelfde jaar heeft hij ook nog gereageerd op theoloog Michael Böhnke, die meende dat de voormalige paus actieve zending onder joden propageerde. Het tegendeel is juist, schreef hij.
In het voorjaar van 2019 haalde hij de voorpagina's van de kranten door een publicatie waarin hij stelt dat de seksuele revolutie in de jaren 60 van de twintigste eeuw een belangrijke medeoorzaak is van het omvangrijke misbruikschandaal in de Kerk. Daardoor gingen volgens hem velen, ook binnen de Kerk, denken dat zelfs pedoseksualiteit tot de in die jaren bevochten vrijheid behoort. Door het loslaten van normen raakt zijns inziens God steeds meer uit beeld. Deze conclusie werd sterk bekritiseerd, ook binnen de Kerk.
Een fictieve weergave van zijn laatste periode als paus, zijn groeiende vriendschap met de Argentijnse kardinaal Jorge Bergoglio en de verkiezing van die laatste tot nieuwe paus, Franciscus, werd in 2019 verfilmd in The Two Popes, met Sir Anthony Hopkins in de rol van Benedictus XVI.

### Ophef over celibaat
In januari 2020 ontstond enige ophef nadat de Guineese kardinaal Robert Sarah een boek had uitgebracht met de voormalige paus als co-auteur, waarin deze "vurig pleit om niet te rommelen aan het verplichte priestercelibaat". Dit werd opgevat als een doorbreken van het zwijgen van de paus emeritus en kritiek op paus Franciscus, die op de Amazonesynode van oktober 2019 een opening naar de priesterwijding van gehuwde mannen teweeggebracht heeft. De privé-secretaris van Benedictus, Georg Gänswein, stelde een dag later echter dat Ratzinger "geen toestemming had gegeven voor een dubbel auteurschap, noch het boekomslag gezien en goedgekeurd". Er zou sprake zijn van "een misverstand".

### Ziekte en overlijden

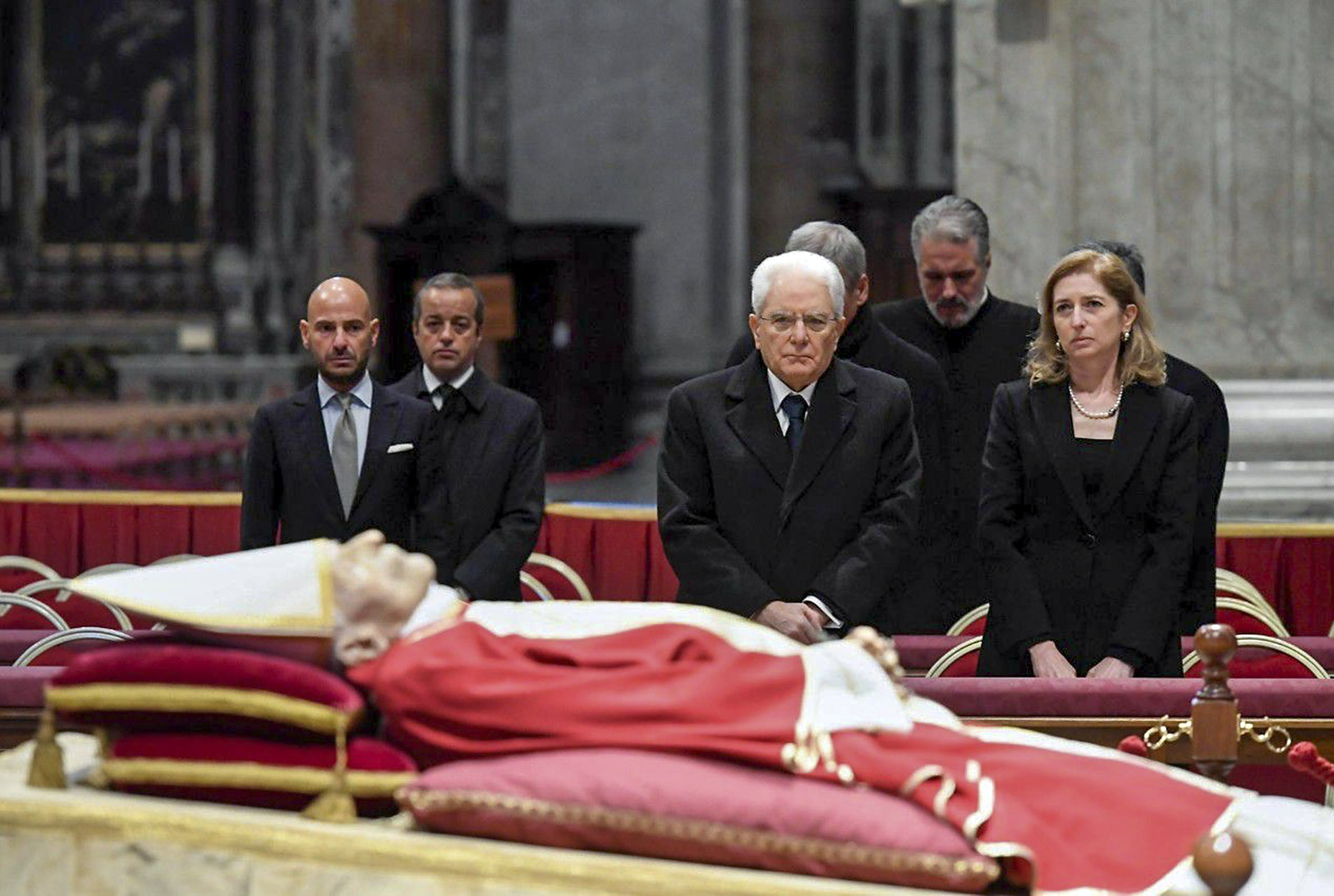
President Sergio Mattarella van Italië bezoekt de opgebaarde paus Benedictus XVI (2 januari 2023)

In juni 2020 bezocht Benedictus voor het eerst sinds 2011 zijn geboorteland Duitsland om bij zijn zieke broer Georg te kunnen zijn. Na een verblijf van vier dagen keerde hij terug naar Rome. Benedictus XVI was na die reis sterk verzwakt. Zijn broer overleed op 1 juli op 96-jarige leeftijd.
Na een bezoek door Franciscus aan het tuinklooster Mater Ecclesiae van het Vaticaan werd op 28 december 2022 aan het einde van zijn audiëntie medegedeeld dat de gezondheid van Benedictus achteruitging. Op 31 december 2022 om 9.34 uur plaatselijke tijd stierf Benedictus op 95-jarige leeftijd in het voornoemde Vaticaanse klooster, waar hij sinds zijn emeritaat verbleef. De voormalige paus werd op maandag 2 januari 2023 vanaf 9.00 uur in de Sint-Pietersbasiliek ter begroeting opgebaard. De uitvaartplechtigheid onder leiding van paus Franciscus vond op donderdag 5 januari op het Sint-Pietersplein plaats, waarna het lichaam van Benedictus te ruste werd gelegd in een crypte onder de Sint-Pietersbasiliek. Het was de eerste keer in de geschiedenis dat een regerende paus voorging in de eucharistie bij het afscheid van een voorganger.

## Wijdingen
Gedurende zijn hele carrière heeft Joseph Ratzinger tientallen mannen en vrouwen gewijd. Sommigen onder hen hebben zelf een belangrijke functie verworven:
- Domitilla Veith, wijding tot priorin van Frauenchiemsee in 1980.[103]
- Kardinaal Alberto Bovone, bisschopswijding in 1984.
- Matthias Türk (pauselijk ereprelaat), priesterwijding in 1989.
- Kardinaal Gianfranco Ravasi, bisschopswijding in 2007.
- Kardinaal Pietro Parolin, bisschopswijding in 2009.
- Aartsbisschop Georg Gänswein, bisschopswijding in 2013.

## Selecte bibliografie
Hieronder volgt een gedeeltelijke, Nederlandstalige bibliografie. Een selectie uit de Duitstalige bibliografie kan men vinden onder Selectie uit de bibliografie van paus Benedictus XVI.
- De toekomst van het geloof. Een eerlijke probleemstelling, 1971, 112 p., Lannoo - Tielt
- Zout der aarde, christendom en de Katholieke Kerk aan het einde van het nieuwe millennium / Kardinaal Joseph Ratzinger; een gesprek met Peter Seewald (vertaling van Salz der Erde), 1997, 279 p., Ten Have - Baarn, ISBN 90-259-4712-3
- De kern van ons geloof (vertaling van Einführung in das Christentum), 2006 (eerste druk 1970), 270 p., Lannoo - Tielt, ISBN 978-90-209-6645-9